# Șandra
Șandra (en hongrois : Sándorháza, en allemand : Alexanderhausen) est une commune du județ de Timiș en Roumanie.